# Щербович, Илья Викторович
Илья́ Ви́кторович Щербо́вич (род. 23 декабря 1974, Владимир) — российский финансист, основатель, президент и управляющий партнёр инвестиционной компании United Capital Partners. Рыболов-спортсмен, установивший 30 мировых рекордов по рыбалке нахлыстом.

## Биография
Илья Щербович родился 23 декабря 1974 года в городе Владимире. В детские годы серьёзно занимался шахматами. В 1991 году после окончания спецшколы с углублённым изучением английского языка Щербович поступил в Российскую экономическую академию имени Г. В. Плеханова. На втором курсе начал работать в «Международной финансовой корпорации» (IFC) — инвестиционной структуре Всемирного банка, ориентированной на рынки развивающихся стран. В 1994 году Щербович перешёл из приватизационного отдела IFC на позицию консультанта группы мониторинга фондового рынка при Федеральной комиссии по рынку ценных бумаг.
В 1995 году Илья Щербович получил приглашение на работу в «Объединённую финансовую группу» (UFG), основанную годом ранее бывшим российским вице-премьером и экс-министром финансов Борисом Фёдоровым и его коллегой по Европейскому банку реконструкции и развития Чарльзом Райаном. В UFG Щербович проработал на разных должностях в общей сложности 12 лет. В 1996—1997 годах он разработал схему, позволявшую обходить введённый указом Бориса Ельцина запрет иностранным инвесторам приобретать акции ОАО «Газпром»: формально покупателями были российские организации, принадлежащие иностранцам. В 1998 году за три месяца до кризиса стал совладельцем UFG, приобретя часть пакета Paribas в рамках выхода инвестиционного банка из актива. При Щербовиче UFG трансформировалась из брокера в инвестиционный банк.
В 2003 году «Дойче Банк» приобрёл 40 % UFG и получил опцион на полный выкуп компании, которым воспользовался в 2006 году. В новообразованной структуре DeutscheUFG Щербович сохранил пост президента, одновременно возглавив инвестиционный бизнес российского офиса Deutsche Bank. При нём банк занимал ведущие позиции на российском рынке первичных и вторичных размещений акций в России и сделок M&A. В 2005 году Щербович был назван ассоциацией участников российского фондового рынка (НАУФОР) «лучшим инвестбанкиром года». К моменту продажи UFG дочерней структуре «Дойче Банка» в 2006 году Щербович был самым крупным после Фёдорова и Райана совладельцем компании с долей около 20 %. В первом квартале 2007 года он завершил интеграцию Deutsche UFG в структуры банка и летом перешёл на позицию консультанта, которую занимал до завершения своего контракта в 2008 году.
В 2007 году Щербович занялся собственным проектом, в который вложил средства от продажи доли в «Объединённой финансовой группе», — инвестиционной компанией United Capital Partners, учреждённой в конце 2006 году группой бывших сотрудников и акционеров UFG. В сентябре 2007 года он занял пост президента и управляющего партнёра компании с долей в капитале более 50 %. По сведениям Forbes, на август 2013 года совокупные активы под управлением группы составляли 3,5 млрд долларов. На лето 2016 года Илье Щербовичу принадлежало 77,7 % Группы компаний UCP, собственный капитал которой сам Щербович оценивал в районе 2 млрд долларов.
В ряде случаев инвестиционная деятельность приводила к конфликтам: «Транснефть» и Mail.ru Group обвиняли Щербовича и UCP в гринмейле, тогда как он сам и фонд обвинения отвергали, называя себя инвесторами-«активистами», защищающими свои права акционеров.
В 2000—2001 годах Илья Щербович являлся членом Наблюдательного Совета АКБ «Сбербанк РФ». В 2012 и 2013 годах Щербович в статусе независимого директора входил в советы директоров «Роснефти», «Транснефти» и «Федеральной сетевой компании». Он также являлся членом совета директоров холдинга «Уралмаш Нефтегазовое Оборудование», совместно учреждённого UCP и «Уралмашем» в 2012 году.
В 2019 году United Capital Partners (UCP) продала свой пакет в АО «Модный континент» (Incity и Deseo) Нелли Груздевой, чья доля после сделки составила 86%. 
В 2017 году Илья Щербович впервые вошёл в список богатейших бизнесменов России, составленный журналом Forbes. В рейтинге 2020 года он занял 135-е место с состоянием 750 млн долларов. В рейтинге журнала Forbes «200 богатейших бизнесменов России» 2021 года занял 99 место с состоянием $1,3 млрд.

## Личная жизнь

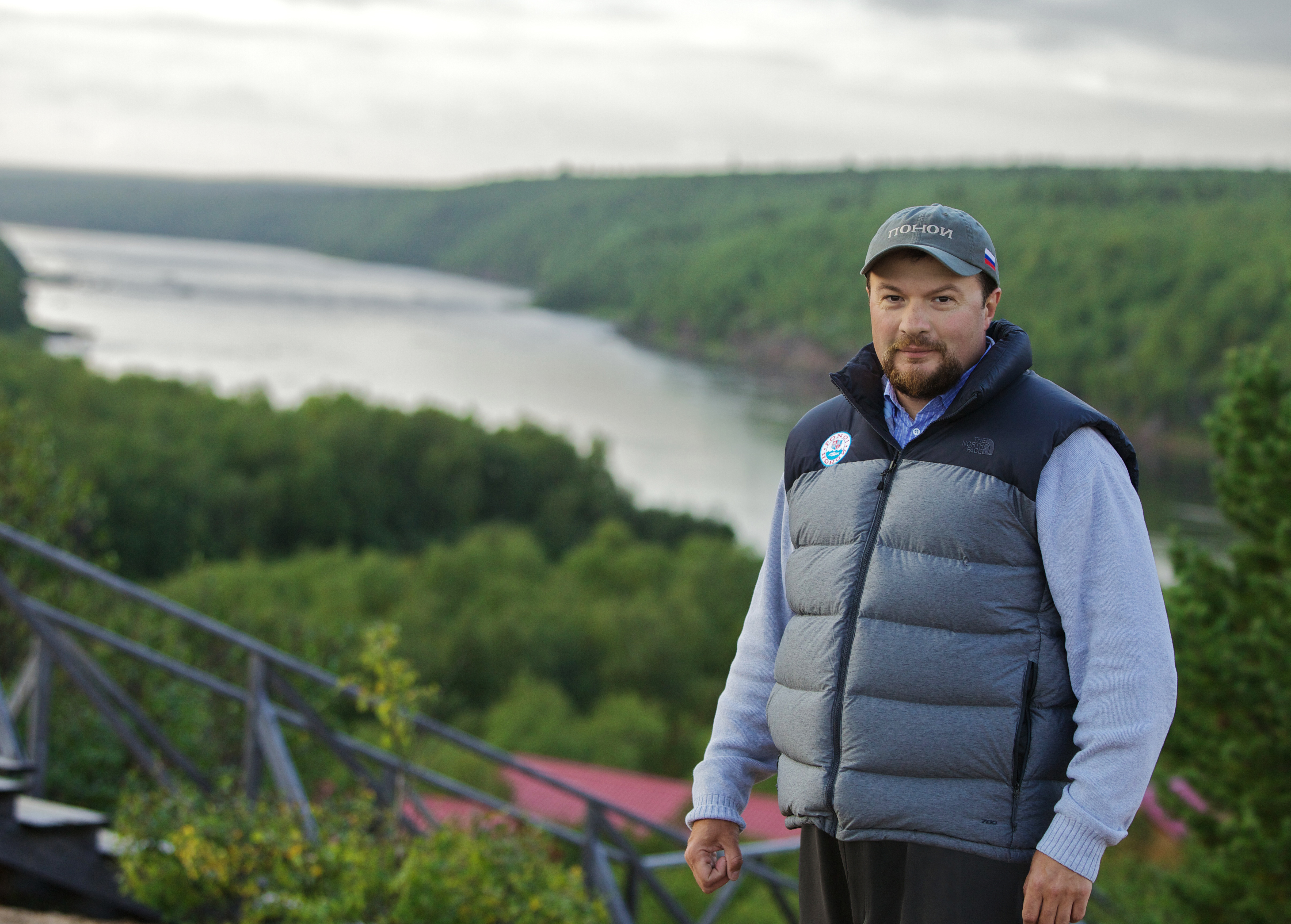
Илья Щербович на реке Поной, 2014 год.

Илья Щербович женат, имеет сына и дочь. В интервью «Ведомостям» Щербович называл три жизненных приоритета: семью, работу и рыбалку.

## Спортивная рыбалка
Илья Щербович с 4-х лет рыбачил с отцом и дедом на реке Клязьма во Владимирской области. В конце 1990-х освоил рыбную ловлю нахлыстом. Щербович установил 30 нахлыстовых мировых рекордов International Game Fish Association (IGFA), самым примечательным из которых является таймень весом 52,39 кг, пойманный на реке Тугур в октябре 2021 года. Рекордный таймень Щербовича является самой крупной в мире рыбой семейства лососевых, когда-либо пойманной рыболовными снастями. В 2019 году Щербовичу также попадался экземпляр тайменя весом чуть более 50 кг. Все рыбы были отпущены.
В 2006 году Щербович запустил собственный экопроект на Кольском полуострове. Он приобрёл рыболовно-туристическую компанию «Река Поной» в Мурманской области с лицензией, разрешающей спортивную ловлю атлантического лосося на протяжении 80-километрового участка реки Поной. По информации из СМИ, среди гостей «Река Поной» были экс-президент США Джимми Картер, президент России Дмитрий Медведев, экс-глава Администрации Президента Сергей Иванов, бывший вице-президент Соединённых Штатов Америки Дик Чейни, бывший председатель Федеральной резервной системы Пол Волкер и другие.
Щербович является  членом Наблюдательного совета и одним из основателей природоохранной организации, защищающей лососевые виды рыб на территории РФ — некоммерческого партнёрства «Русский Лосось»; до конца 2022 года являлся членом совета директоров крупнейшей благотворительной организации по охране дикого лосося Wild Salmon Center. В 2022 году был избран в Попечительский совет International Game Fish Association (IGFA), природозащитной организации, основными задачами которой являются сохранение популяции рыбы и внедрение принципов бережного рыболовства, как любительского, так и спортивного. Щербович вложил в мероприятия по сохранению видов лососевых рыб более 20 миллионов долларов.